# Siemens-Unterrichtsreaktor
Der Siemens-Unterrichtsreaktor (SUR bzw. SUR-100) ist ein thermischer, homogener, feststoffmoderierter Nullleistungsreaktor der ehem. Siemens-Schuckertwerke mit einer thermischen Dauerleistung von 0,1 Watt und einer (kurzzeitigen) Spitzenleistung von 1 Watt, der zu Unterrichtszwecken im akademischen Bereich dient.
Als Kernbrennstoff werden ca. 3,4 kg auf 20 % Uran-235 angereichertes Uran verwendet. Als Moderator wird Polyethylen verwendet. Aufgrund der geringen Leistung erwärmt sich der Reaktor selbst in der Spaltzone kaum, daher erübrigt sich eine Kühlung. Ferner ergibt sich aufgrund der geringen Leistung nahezu kein Abbrand.

## SUR-Standorte in Deutschland

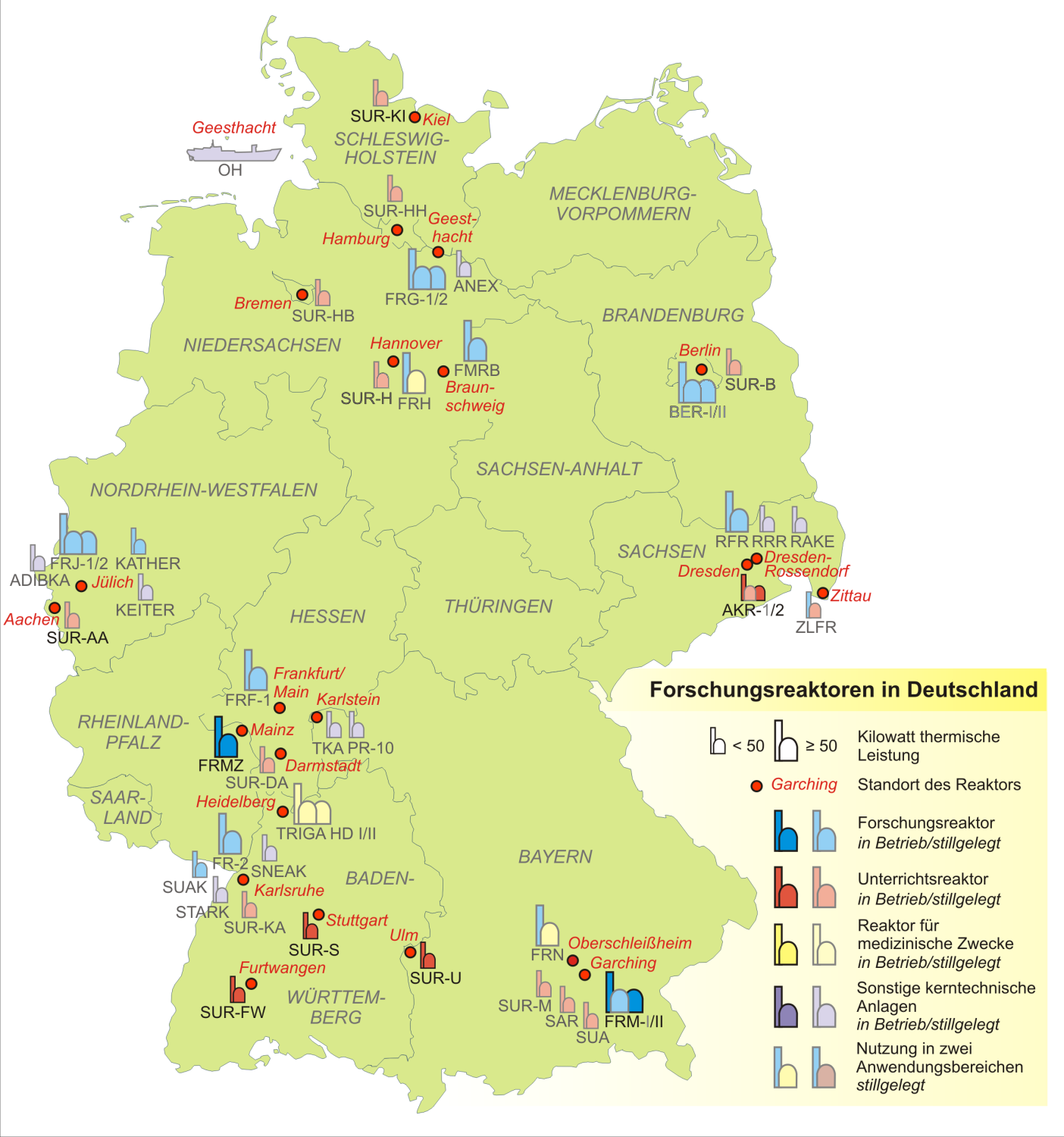
Forschungsreaktoren in Deutschland, SUR-Reaktoren in Rot (Stand 2021)

Die Inbetriebnahme bezeichnet das Jahr der ersten Kritikalität.

### In Betrieb
- AKR-2 Dresden: Weiterentwicklung des SUR[10]
- SUR-FW: HS Furtwangen: Inbetriebnahme 1973[11]
- SUR-S: Universität Stuttgart: Inbetriebnahme 1964[6]
- SUR-U: HS Ulm: Inbetriebnahme 1965[8]

### Stillgelegt, abgebaut oder andere Verwendung
- SUR-AA: RWTH Aachen: Inbetriebnahme 1965, Betrieb bis 2002, Stilllegung Oktober 2008[12][13]
- SUR-B: TU Berlin: Inbetriebnahme 1963, Betrieb bis 2000, Stilllegung 2013
- SUR-HB: HS Bremen: Inbetriebnahme 1967, Betrieb bis 1993, ab 1997 abgebaut, Stilllegung 2000
- SUR-DA: TU Darmstadt: Inbetriebnahme 1963, Betrieb bis 1985, 1989–1996 abgebaut
- SUR-H: Leibniz Universität Hannover: Inbetriebnahme 1971, Betrieb bis 2008, Stilllegung 2019
- SUR-HH: Hochschule für Angewandte Wissenschaften Hamburg: Inbetriebnahme 1965[14], Betrieb bis 1997, 1999 abgebaut[15],
- SUR-KA: Forschungszentrum Karlsruhe: Inbetriebnahme 1966, 1996–1998 abgebaut, jetzt Teil des Technikmuseum in Mannheim (Technoseum)[16]
- SUR-KI: FH Kiel: Inbetriebnahme 1966, Betrieb bis 1997, 2008 abgebaut
- SUR-M: TU München: Inbetriebnahme 1970, 1981–1998 abgebaut